# Anastasiia Metelkina
Anastasia Nikolaevna Metelkina (in russo Анастасия Николаевна Метёлкина?; Vladimir (Oblast' di Vladimir), 10 marzo 2005) è una pattinatrice artistica su ghiaccio russa. Gareggia per la Georgia insieme a Luka Berulava, con cui ha vinto un argento e un bronzo al Campionato europeo, un bronzo alla finale del Grand Prix, due ori al Campionato mondiale junior e un oro alla Finale junior del Grand Prix. In precedenza aveva gareggiato sempre per la Georgia con Daniil Parkman.

## Risultati
GP: Grand Prix; CS: Challenger Series; JGP: Junior Grand Prix

### Coppie con Luka Berulava
| Campionati mondiali | 7° | 4°        |
| Campionati europei  | 2° | 3°        |
| GP Finale           |    | 3°        |
| GP NHK Trophy       |    | 1°        |
| GP Skate America    |    | 4°        |
| CS Warsaw Cup       | 1° | 1°        |
| Categoria juniores  |    |           |
| Campionati mondiali | 1° | 1°        |
| JGP Finale          | 1° |           |
| JGP Ungheria        | 1° |           |
| JGP Turchia         | 1° |           |
| Eventi a squadre    |    |           |
| World Team Trophy   |    | 6° S 3° P |

### Coppie con Daniil Parkman
| Internazionali        | Internazionali | Internazionali | Internazionali |
| Evento                | 2020–21        | 2021-22        | 2022-23        |
| --------------------- | -------------- | -------------- | -------------- |
| Campionati mondiali   | 16°            |                |                |
| GP della Finlandia    |                |                | 3°             |
| GP John Wilson Trophy |                |                | 4°             |
| CS Golden Spin        |                | 2°             |                |
| CS Nebelhorn Trophy   |                |                | 5°             |
| CS Warsaw Cup         |                | 5°             |                |
| Budapest Trophy       |                | 2°             |                |
| Denis Ten Memorial    |                | 4°             |                |